# Hispaniolatrogon
Hispaniolatrogon (Priotelus roseigaster) är en fågel i familjen trogoner inom ordningen trogonfåglar.

## Utbredning och systematik
Fågeln förekommer i bergsskogar på Hispaniola och lokalt även i kustnära mangroveskogar. Den behandlas som monotypisk, det vill säga att den inte delas in i några underarter.

## Status
IUCN kategoriserar arten som livskraftig.

## I kulturen
Hispaniolatrogonen är Haitis nationalfågel.